# Archem
Archem is een oude buurtschap in de gemeente Ommen in de Nederlandse provincie Overijssel. De buurtschap ligt op ongeveer 20 kilometer ten noordwesten van Almelo, en ligt ten zuiden van Ommen, langs de weg tussen Ommen en Lemele. Archem wordt traditioneel gekenmerkt door zijn hallenhuisboerderijen, een es op de flanken van de Archemerberg, heide op de hogere delen van de berg en weidegronden langs de Regge. Ook is er een havezate in de buurtschap aanwezig.
Archem telt ongeveer 80 inwoners.